# Международный филателистический союз
Международный филателистический союз (англ. International Philatelic Union) — одна из первых международных филателистических организаций, созданная в 1881 году для изучения почтовых марок и продвижения филателии в целом. Его офис находился в Лондоне. Общество ещё существовало и отпраздновало свой юбилей в 1931 году, при этом в ознаменование этого события была проведена выставка, но его последующая история неясна.

## Обмен почтовыми марками
Международный филателистический союз известен созданием секции обмена почтовыми марками, «Биржи коллекционеров-любителей» (англ. Amateur Collectors’ Exchange), создав тем самым систему обмена пакетами, распространённую сегодня в обществах филателистов.

## Конкурсы
23 февраля 1901 года Международный филателистический союз провел важную выставку-конкурс в помещении Королевского филателистического общества Лондона в Эффингем-хаусе на Арундел-стрит в Лондоне. Участникам было разрешено представить до пятидесяти почтовых марок в своём экспонате, которые могли относиться к одному из пяти классов: 1) Великобритания или британская колония, 2) страна или колония, не относящиеся к первому классу, 3) фискальный класс, 4) конверты и почтовые открытки, 5) почтовые марки, не указанные в каталоге «Стэнли Гиббонс». Победителем стал Вернон Робертс (Vernon Roberts) за первые почтовые марки Мыса Доброй Надежды. Каталог этой выставки имеется в библиотеке Кроуфорда, входящей в состав филателистических коллекций Британской библиотеки.

## Фискальное филателистическое общество
В 1920 году, когда Фискальное филателистическое общество (Fiscal Philatelic Society) стало испытывать трудности, оно перешло под крыло Международного филателистического союза в качестве Секции фискальных и местных марок.

## Ливерпульское филателистическое общество
Ливерпульское филателистическое общество (Liverpool Philatelic Society), одно из первых филателистических обществ в Великобритании, было образовано 29 ноября 1888 года как филиал Международного филателистического союза.

## Членство
Ряд выдающихся филателистов, часто также являющихся членами Королевского филателистического общества Лондона, были членами Международного филателистического союза, в том числе:
- Франц Райхенхайм (Franz Reichenheim)
- Вернон Робертс (Vernon Roberts) (вице-президент)
- Джеймс Бенджамин Сеймур (James Benjamin Seymour), список выдающихся филателистов (президент)
- Джон Керчевал Сайдботтом (John Kercheval Sidebottom), список выдающихся филателистов (президент)
- Уолтер Бектон (Walter Beckton), список выдающихся филателистов и медаль Линденберга
- Джордж Бишоп (George Bishop) (почётный секретарь, 1885)
- Лайонел Фулчер (Lionel Fulcher), список выдающихся филателистов (вице-президент)
- Джордж Гамильтон-Смит (George Hamilton-Smith) (член комитета)
- Герберт Олдфилд (Herbert Oldfield), список выдающихся филателистов (президент)
- Роберт Берг (Robert Berg)
- Сидни Рондел (Sydney Rondel)

## Официальный орган
Официальным органом Международного филателистического союза был «Филателистический журнал Великобритании» (The Philatelic Journal of Great Britain), издаваемый с 1891 года. По состоянию на 1938 год журнал был также официальным изданием филателистических обществ Манчестера, Лондона, Хертса и Бирмингема. В 1956 году Робсон Лоу приобрел фирму «П. Л. Пембертон и Ко.»(«P. L. Pemberton & Co.»), в которую входил «The Philatelic Journal of Great Britain», и в конце концов он был включён в журнал «The Philatelist» Робсона Лоу.